# Pontremoli
Pontremoli är en stad och kommun i Massa-Carrara i Toscana i Italien. Floden Magra rinner igenom staden, och har sin källa strax nordöst om Pontremoli vid Monte Borgognone. Pontremoli betyder ungefär darrande bro (ponte betyder "bro" och tremare betyder "att darra") vilket har sin grund i en bro som gick över Magrafloden som staden och kommunen döptes efter. Borgmästaren i Pontremoli heter Lucia Baracchini.

## Historia
Pontremoli anlades troligen ungefär 1000 år f.Kr. På romarrikets tider var staden känd som Apua.

## Galleri

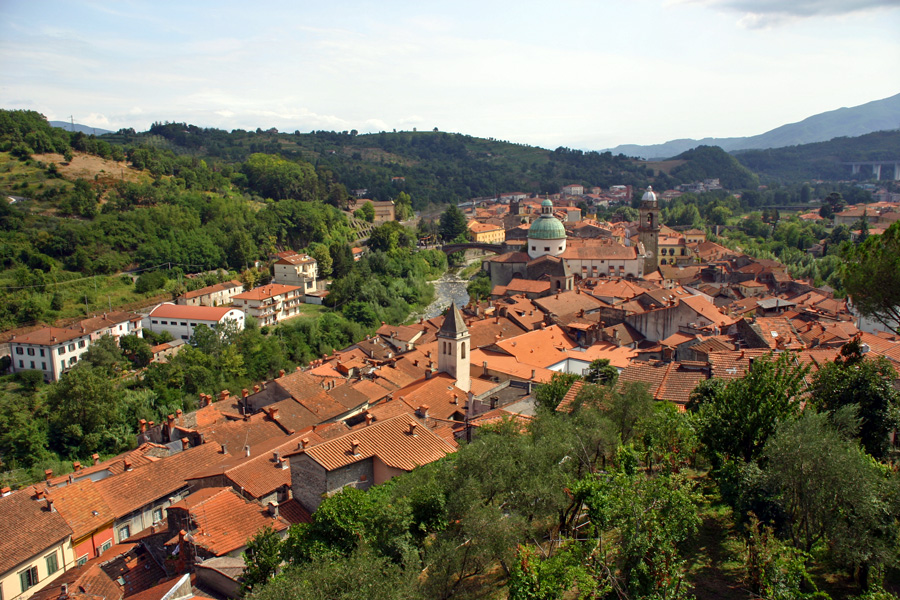
Pontremoli sett ovanifrån
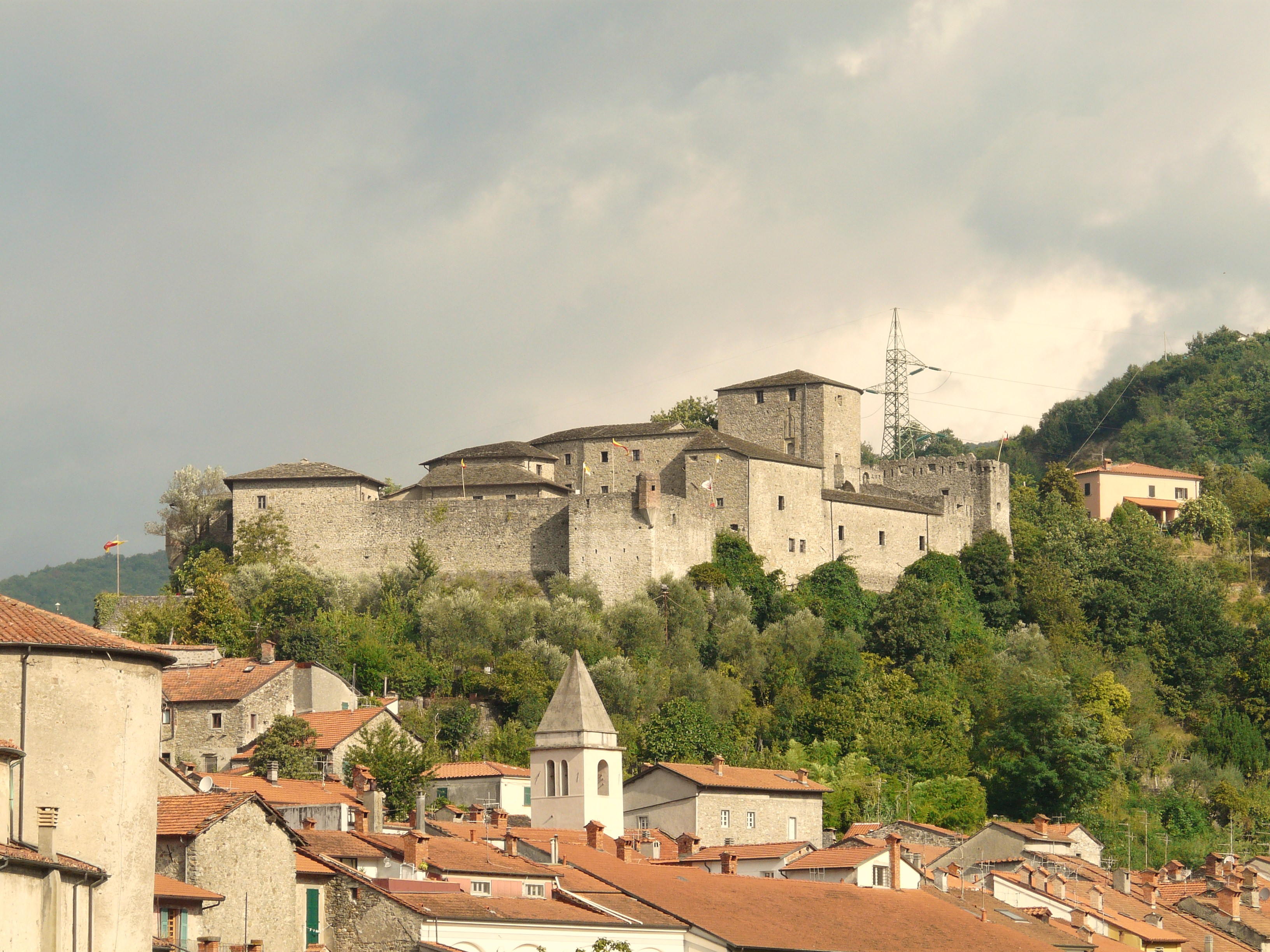
Castello del Piagnaro
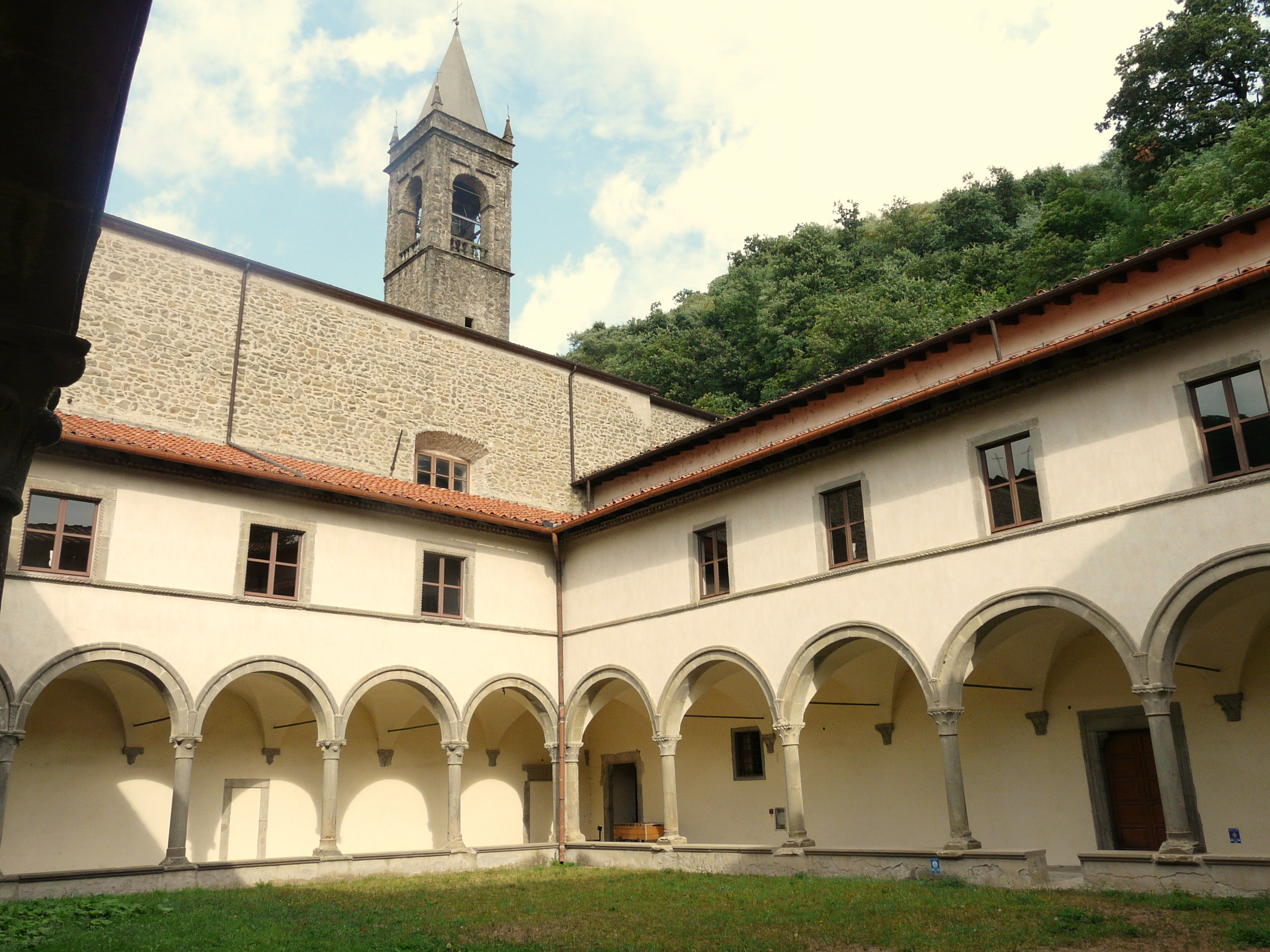
Chiostro della Chiesa della Santissima Annunziata i Pontremoli
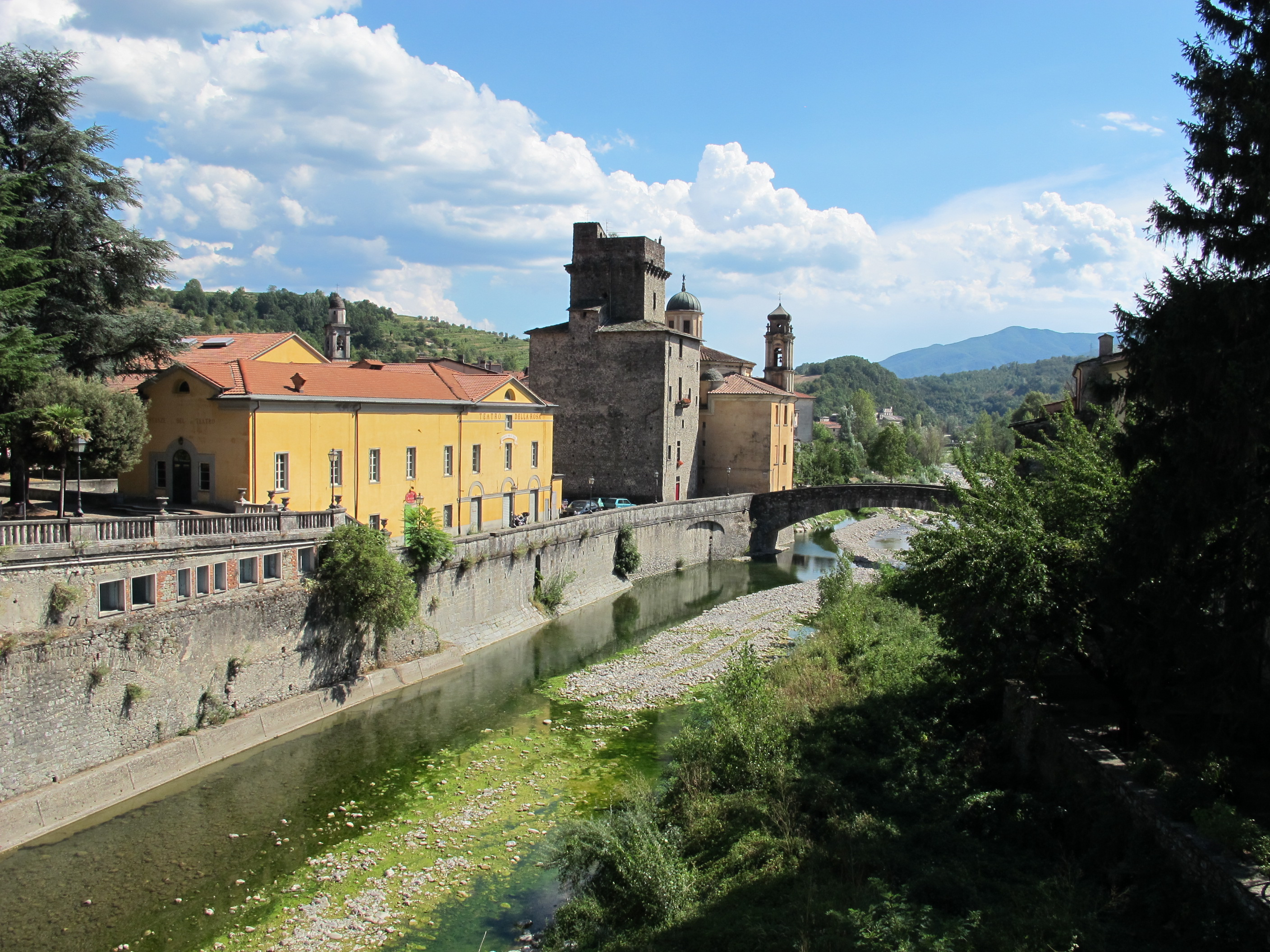
Magrafloden och Torre di Castelnuovo
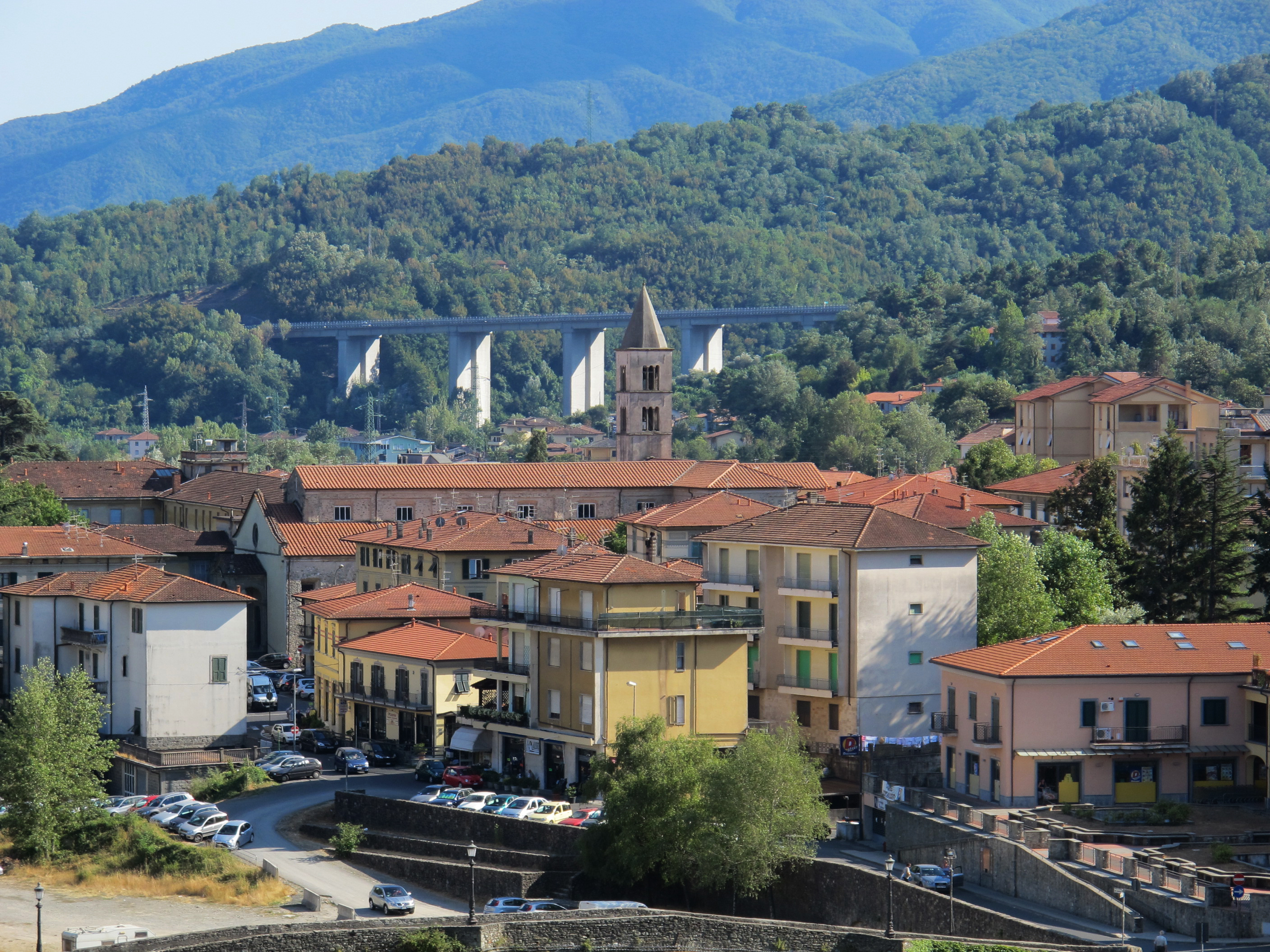
Panorama